# Côte de Hallembaye
De Côte de Hallembaye is een helling nabij Loën, een gehucht van de stad Wezet (Visé) in de Belgische provincie Luik. 
De Hallembaye gaat over het Plateau van Eben-Emael tussen het Maasdal in het zuiden en het Jekerdal (Vallée du Geer) in het noorden. De heuvel ligt op het tracé van de N671 en loopt ten westen van de terreinen van cementfabriek CBR: CBR Lixhe. De helling is vernoemd naar Hallembaye, een gehucht dat zo'n 2 kilometer zuidelijker ligt in de gemeente Oupeye.

## Wielrennen
De helling is meermaals (periode 1993-2000) opgenomen in de wielerklassieker Amstel Gold Race in de periode dat de finish nog in Maastricht was gesitueerd. De helling werd dan beklommen vanuit het zuiden (Loën), tussen de Saint Siméon en de Saint-Pierre. De Hallembaye wordt ook regelmatig opgenomen in andere wielerkoersen, zoals de Eneco Tour en Ronde van Wallonië. En ook in de Renewi Tour van 2024 werd de klim meerdere keren aangedaan in een etappe. De noordelijke kant vanuit Eben is langer en heeft daardoor een lager stijgingspercentage van zo'n 5% gemiddeld.

## Ongevallen
10 januari 2008 geraakte de vrouw van oud-burgemeester van Voeren Huub Broers betrokken bij een ernstig ongeval onderaan de Hallembaye. In februari 2012 brandde ook een bus van De Lijn uit onderaan de Hallembaye. 